# 4e groupe de reconnaissance de division d'infanterie
Pour les articles homonymes, voir 4e groupe (unité militaire).
Le 4e groupe de reconnaissance de division d'infanterie (4e GRDI) est une unité de l'armée française créée en 1939 et rattaché à la 15e division d'infanterie motorisée. Elle a participé à la bataille de France lors de la Seconde Guerre mondiale.

## Historique

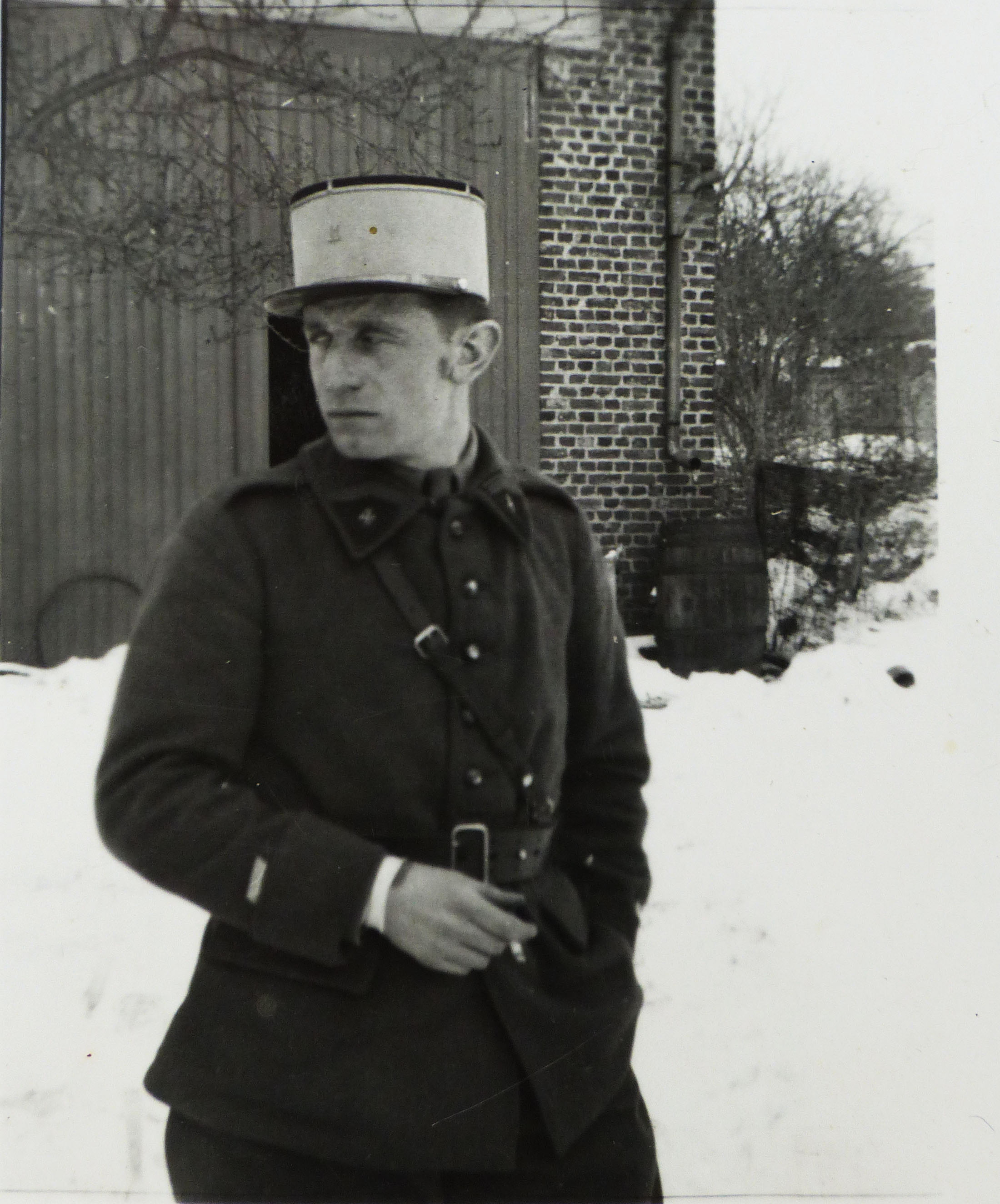
Un maréchal-des-logis chef du 4e GRDI, Jean Collot, photographié en janvier 1940. Son képi porte encore le numéro 11 du 11e chasseurs mais ses pattes de col sont celle du GRDI.

Le 4e GRDI est créé en 1939 à partir des effectifs du 11e régiment de chasseurs à cheval (11e RCC) et du centre mobilisateur de cavalerie no 7 (CMC 7) de Vesoul. Affecté à la 15e division d'infanterie motorisée, il est du type motorisé avec automitrailleuses. 
Durant la drôle de guerre il garde des secteurs de la ligne Maginot : environs de Bitche puis sur la Lauter entre Wissembourg et Lauterbourg. En février 1940 il est dirigé dans la région de Chauny, dans l'Aisne.
Au moment de l'offensive allemande, il est rattaché à la 3e division légère mécanique. En réaction à l'offensive allemande du 10 mai, il entre en Belgique dans le cadre du plan Dyle, se positionnant en défense dans le secteur de Gembloux. 
Du 15 au 16 mai, il rattaché à un groupe de GRDI et de GRCA (7e GRCA, 4e GRDI et 80e GRDI) rattaché à la 2e division légère mécanique pour défendre la Sambre entre Namur et Charleroi. Le lendemain, il défend la Sambre entre Charleroi et Maubeuge avec la 43e division d'infanterie.
Le 18 mai, il couvre la 15e DIM à Don puis lors de son repli vers Valenciennes.
Du 21 au 23 mai, il combat avec la 25e division d'infanterie motorisée au nord de Cambrai et sur la Sensée. 
Le 24 mai, il lance, avec la 22e division d'infanterie, plusieurs opérations offensives en direction de Cambrai. 
Le 25 mai, il défend l'Escaut entre Denain et Mastaing avec la 4e division d'infanterie qu’il couvre le lendemain lors de sa retraite sur la Scarpe. 
Du 27 au 29 mai, il retarde d’ennemi à Marchiennes, Saint-Armand puis entre la Scarpe et Lille au profit des 4e DI et 15e DIM. Il combat à Templemars ainsi qu'au sud puis dans les faubourgs sud-ouest de Lille, assurant notamment la protection du poste de commandement divisionnaire. Le 30 mai, le 4e GRDI reçoit ordre de cesser-le-feu du commandant de la division. Lors de cette période difficile, il a changé 13 fois d’unité et combattu sous 8 généraux différents. 
Avec quelques éléments du GRDI, le commandant de Moustier parvient à s'extirper de la poche de Lille en traversant les lignes allemandes, par leurs propres moyens, et à rejoindre Dunkerque ou ils réussissent à s'embarquer pour l'Angleterre, évitant la capture. 
Le 2 juin, ils débarquent à Cherbourg. Ce groupe combattra jusqu'à l'Armistice,, d'Évreux à Toulouse.
Le GRDI est dissous le 25 juillet 1940 à Saint-Lautier. Les éléments restant forment, en août, le 7e régiment de chasseurs de l'armée d'armistice qui se constitue à Carcassonne puis à Nîmes.

## Ordre de bataille

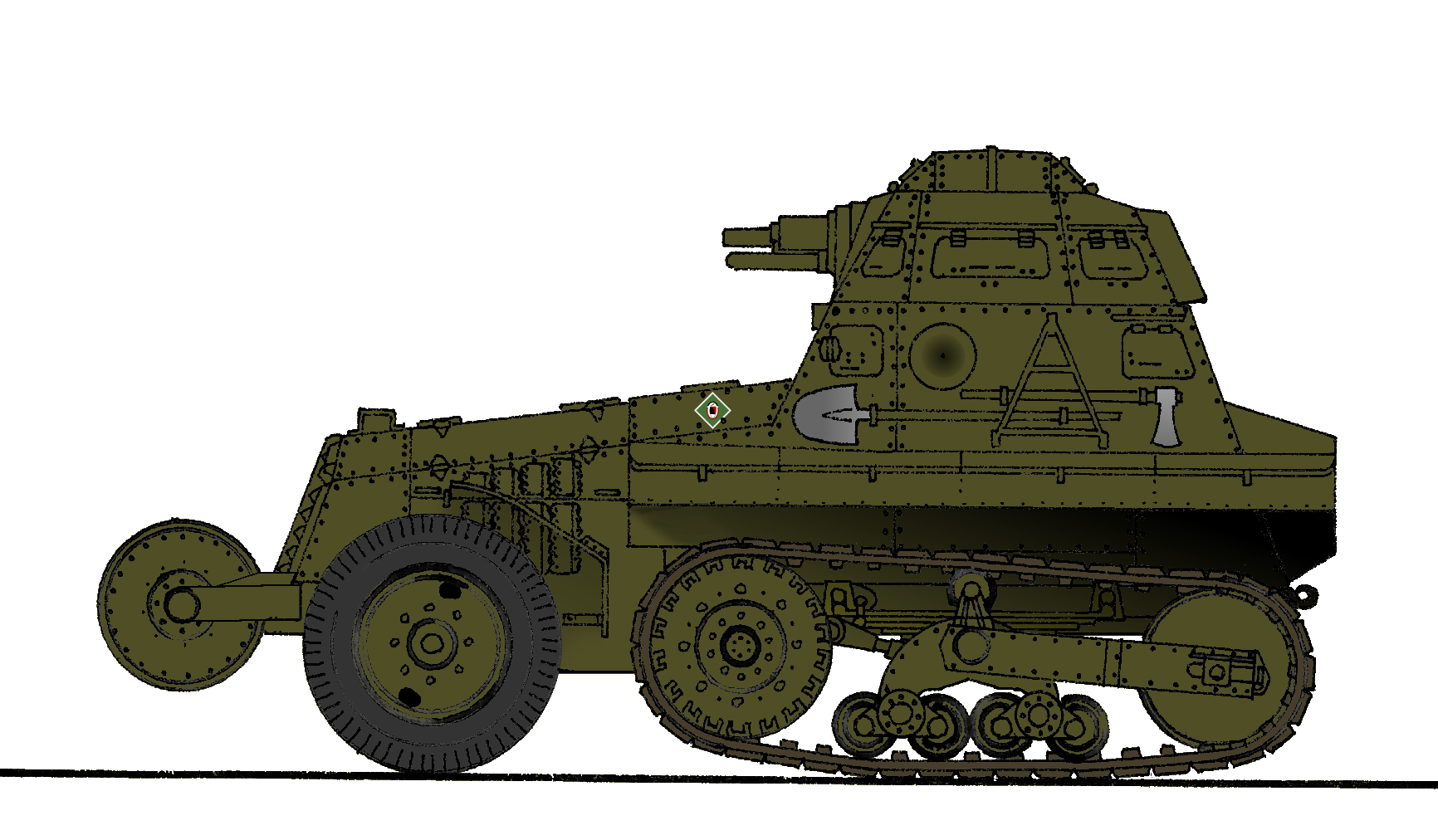
Dessin d'une AMR P16 du 4e GRDI.

- Commandement : Colonel de Saint-Didier puis Colonel Arlabosse à partir 14 avril 1940[1]
- Adjoint : Capitaine de Rohan-Chabot[1]
- Escadron Hors Rang : Capitaine Immer[1]
- Groupe d'escadrons de découverte : Chef d’escadrons Le Couteux de Caumont puis Chef d’escadrons de Moustier[N 1] à partir de février 1940[1]
  - Escadron d'automitrailleuses de découverte (AMD 35 P) : Capitaine Agnes puis Lieutenant Bion à partir du 26 mai 1940[1]
  - 1er Escadron Motorisé : Capitaine Charpiot[1]
- Groupe d'Escadrons de Reconnaissance : Chef d’escadrons Petiton-Saint-Mard[1]
  - Escadron d'automitrailleuses de reconnaissance (AMR Schneider P16) : Capitaine Escude[1]
  - 2e Escadron Motorisé : Capitaine Lagarde[1]
- Escadron mitrailleuses et canons de 25 antichars : Capitaine Boisselet[1]